# ФК Ел Наср
ФК Ел Наср (пуно име: Al Nassr Football Club; арап. نادي النصر السعودي) је саудијски фудбалски клуб из Ријада.
Основан је 1955. године, клуб игра утакмице на стадиону Мрсол парк (Универзитетски стадион Краљ Сауд). Капацитет стадиона је 25.000. Боје клуба су жута и плава.
Ел Наср је један од најуспешнијих клубова у Саудијској Арабији, са освојених 27 трофеја у свим такмичењима.
Клуб је освојио девет титула Премијер лиге, шест Купа краља, три Купа престолонаследника, три Купа федерације и два Суперкупа Саудијске Арабије. На азијским такмичењима, освојили су Лигу шампиона и Суперкуп Азије 1998.
Од 2023. године за клуб игра Кристијано Роналдо.

## Успеси

### Домаћи
- Саудијска премијер лига
  - Победник (9) : 1974/75, 1979/80, 1980/81, 1988/89, 1993/94, 1994/95, 2013/14, 2014/15, 2018/19.
- Краљевски куп
  - Победник (6) :  1974, 1976, 1981, 1986, 1987, 1990.
- Куп Саудијског Принца
  - Победник (3) :  1972/73, 1973/74, 2013/14.
- Савезни куп
  - Победник (3) : 1975/76, 1997/98, 2007/08.
- Супер куп
  - Победник (2): 2019, 2020.

### Азијски
- АФК Лига шампиона
  - Победник (1) : 1997/98.
  - Другопласирани (1) :  1991/92.
- АФК Супер куп
  - Победник (1) : 1998.